# Прокъл (цар)
Вижте пояснителната страница за други значения на Прокъл.
Прокъл (на гръцки: Προκλῆς; на латински: Prokles) e митологичен цар на древна Спарта ок. 1103 – 1062 пр.н.е., през 12 век пр.н.е.
Произлиза от Херакъл, Хераклидите и основава заедно с брат си владетелската династия Еврипонтиди.
Син е на Аристодем и на Аргия (Argeia). Брат – близнак е на Евристен. Баща му е син на Аристомах и правнук на Херакъл. Майка му е дъщеря на Автесион, цар на Тебен и правнук на Полиник. Майка му е сестра на Терас, на когото е наречен остров Тера.
Двамата братя близнаци основават двойно царство в Спарта. През младите им години, след ранната смърт на баща им, двамата братя стоят под регентсвото на чичо им Терас. Когато стават пълнолетни те основават спартанската конституция. Порасналите братя били до края на живота си вражески настоени по между си.
Жени се за Анаксандра и е баща на Соос или Сой (Soos; ок. 1062 – 1023 пр.н.е.), който наследява трона и е баща на Еврипон (Eurypon; ок. 1023 – 979 пр.н.е.).